# Meara
Meara (ausgesprochen Mi-ara) ist ein irisch-gälischer weiblicher Vorname und Familienname.

## Herkunft
Der Name bedeutet so viel wie „fröhlich“, „vergnügt“.

## Namensträger
- Anne Meara (1929–2015), US-amerikanische Schauspielerin und Komikerin
- Joe Meara (* 1975), nordirischer Snookerspieler

## Sonstiges
"Meara" ist recht selten und eher als Nachname anzutreffen.